# Don Victoriano

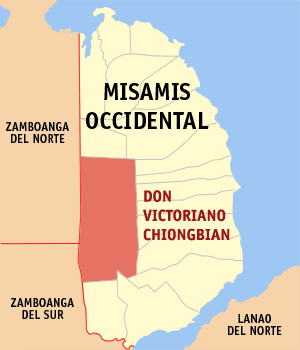
Bản đồ Misamis Occidental với vị trí của Don Victoriano Chiongbian

Don Victoriano Chiongbian là một đô thị hạng 4 ở tỉnh Misamis Occidental, Philippines. Theo điều tra dân số năm 2000 của Philipin, đô thị này có dân số 9.319 người trong 1.815 hộ.

## Các đơn vị hành chính
Don Victoriano Chiongbian được chia ra 11 barangay.
- Bagong Clarin
- Gandawan
- Lake Duminagat
- Lalud
- Lampasan
- Liboron
- Maramara
- Napangan
- Nueva Vista (Masawan)
- Petianan
- Tuno